# Tesfom Okubamariam
Issak Tesfom Okubamariam, né le 28 février 1991, est un coureur cycliste érythréen.

## Biographie
Il se fait remarquer lors du championnat du monde sur route espoirs 2013, où il s'échappe dès les premiers kilomètres en compagnie de cinq autres coureurs. Il sera le dernier coureur de cette échappée à se faire reprendre.
Il remporte le classement individuel de UCI Africa Tour 2016, grâce notamment à son titre de champion d'Afrique sur route. En fin d'année 2016, il est aussi désigné Cycliste africain de l'année.
Après s'être retrouvé un temps sans équipe, il est engagé par l'équipe continentale japonaise Interpro Academy en 2017. Il commence la saison avec succès en terminant deuxième de la Tropicale Amissa Bongo, à 16 secondes de Yohann Gène. En raison de problèmes d'obtention de visa, il est contraint de se cantonner au calendrier érythréen. Il se classe ainsi quatrième du Circuit de Massaoua et sixième du Fenkel Northern Redsea. Au Tour d'Érythrée, il termine quatrième du classement général, après avoir notamment obtenu la deuxième place d'une étape. De retour dans sa formation, il est engagé au Tour de la Guadeloupe, où il se classe onzième et meilleur coureur de son équipe. En novembre, il termine neuvième du Tour du Rwanda, avec la sélection nationale érythréenne.
En juin 2019, il rejoint le club martiniquais de la Pédale Pilotine-Blue Car, en compagnie de son compatriote Daniel Teklehaimanot.

## Palmarès
- 2011
  - 4e étape du Tour d'Érythrée
- 2012
  - 4e étape du Tour d'Algérie
  - 2e étape du Tour d'Érythrée
  - 2e du championnat d'Érythrée sur route
- 2013
  -  Champion d'Afrique sur route
  -  Champion d'Afrique sur route espoirs
  - 3e du championnat d'Érythrée du contre-la-montre
- 2015
  - 2e du championnat d'Érythrée sur route
- 2016
  - UCI Africa Tour
  -  Champion d'Afrique sur route
  -  Champion d'Afrique du contre-la-montre par équipes (avec Elias Afewerki, Mekseb Debesay et Amanuel Gebrezgabihier)
  - Circuit de Massaoua
  - 7e étape du Tour du Rwanda
  - 3e du Critérium international de Blida
  - 3e du Tour du Rwanda
- 2017
  - 2e de la Tropicale Amissa Bongo

## Classements mondiaux
| Année           | 2012 | 2013 | 2014 | 2015 | 2016 | 2017 | 2018 |
| --------------- | ---- | ---- | ---- | ---- | ---- | ---- | ---- |
| UCI Africa Tour | 24e  | 52e  | 12e  | 49e  | 1er  | 7e   | 150e |
| UCI Asia Tour   |      |      |      |      |      |      | 538e |

## Distinctions
- Cycliste africain de l'année : 2016